# 전라남도의 코로나19 범유행
다음은 전라남도에서의 코로나19 범유행에 대한 설명이다.

## 경과
2월 6일 첫 확진자가 발생했다. 나주시 거주자로 광주광역시 16번 확진자를 접촉하였다.
2020년 9월~2023년 5월간 사망자가 1018명이 되었고, 순천시, 화순군, 완도군, 여수시, 함평군, 신안군, 해남군, 나주시, 영암군, 목포시, 광양시, 무안군, 곡성군, 보성군, 장흥군, 고흥군, 구례군, 진도군, 장성군, 강진군, 영광군에서 첫 코로나 사망자가 발생하였다. 조선대학교병원, 순천의료원, 전남대학교병원, 화순전남대학교병원 외 2개소에서 치료 중 사망하였다.
2022년 1월 28일 전라남도 누적 확진자는 1만명 돌파하였다.
2022년 2월 11일 전라남도 누적 확진자는 2만명 돌파하였다.
2022년 2월 18일 전라남도 누적 확진자는 3만명 돌파하였다.
2022년 2월 22일 전라남도 누적 확진자는 4만명 돌파하였다.
2022년 2월 26일 전라남도 누적 확진자는 5만명 돌파하였다.
2022년 2월 28일 전라남도 누적 확진자는 6만명 돌파하였다.
2022년 3월 3일 전라남도 누적 확진자는 7만명 돌파하였다.
2022년 3월 4일 전라남도 누적 확진자는 8만명 돌파하였다.
2022년 3월 6일 전라남도 누적 확진자는 9만명 돌파하였다.
2022년 3월 8일 전라남도 누적 확진자는 10만명 돌파하였다.
2022년 3월 14일 전라남도 누적 확진자는 15만명 돌파하였다.
2022년 3월 18일 전라남도 누적 확진자는 20만명 돌파하였다.
2022년 3월 22일 전라남도 누적 확진자는 25만명 돌파하였다.
2022년 3월 26일 전라남도 누적 확진자는 30만명 돌파하였다.
2022년 3월 26일 전라남도 누적 확진자는 30만명 돌파하였다.
2022년 3월 26일 전라남도 누적 확진자는 30만명 돌파하였다.
2022년 3월 26일 전라남도 누적 확진자는 30만명 돌파하였다.
2022년 3월 26일 전라남도 누적 확진자는 30만명 돌파하였다.
2022년 4월 3일 전라남도 누적 확진자는 40만명 돌파하였다.
2022년 4월 15일 전라남도 누적 확진자는 50만명 돌파하였다.
2022년 6월 21일 전라남도 누적 확진자는 60만명 돌파하였다.
2022년 8월 17일 전라남도 누적 확진자는 70만명 돌파하였다.
2022년 9월 11일 전라남도 누적 확진자는 80만명 돌파하였다.
2022년 12월 10일 전라남도 누적 확진자는 90만명 돌파하였다.
2023년 3월 6일 전라남도 누적 확진자는 100만명 돌파하였다.